# Olf
El olf es una unidad utilizada para medir la fuerza de una fuente de polución. Fue introducido por el profesor danés P. Ole Fanger; el nombre "olf" se deriva de la palabra en latín "olfactus", que quiere decir "olido".
Un olf es la fuerza sensitiva de polución de una persona estándar definida como un adulto promedio trabajando en una oficina o lugar de trabajo no industrial similar, sedentario y en confort térmico, con un estándar higiénico equivalente a 0.7 baños por día y cuya piel tiene un área total de 1.8 metros cuadrados. Fue definido para cuantificar la fuerza de fuentes de polución que pueden ser percibidas por humanos.
La calidad del aire percibida es medida en decipol.

## Ejemplos de aroma típico de emisiones
| Persona / objeto | Emisión de aroma | Emisión de aroma |
| ---------------- | ---------------- | ---------------- |
| Persona sentada  | 1                | olf              |
| Niño de 12 años  | 2                | olf              |
| Fumador          | 25               | olf              |
| Atleta           | 30               | olf              |
| Marble           | 0.01             | olf / m²         |
| Linóleo          | 0.2              | olf / m²         |
| Fibra sintética  | 0.4              | olf / m²         |
| Junta de caucho  | 0.6              | olf / m²         |